# Cicer graecum
Cicer graecum är en ärtväxtart som beskrevs av Pierre Edmond Boissier. Cicer graecum ingår i släktet kikärter, och familjen ärtväxter. IUCN kategoriserar arten globalt som starkt hotad. Inga underarter finns listade i Catalogue of Life.